# Балта (топор)

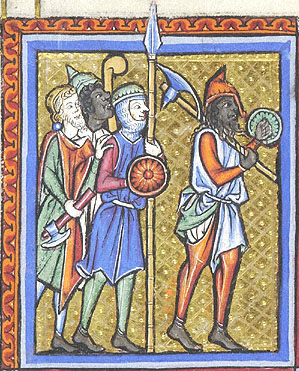
Оружие на миниатюре из Псалтыри с часословом Гийю де Буалё середины XIII века. Библиотека и музей Моргана.

Балта́ — название топора с узким лезвием и боевого топора в период XV — XVII веков. 

## История
В Толковом словаре живого великорусского языка Владимира Ивановича Даля указано, что в Оренбуржье и Татарии балта — вообще топор, особенно же узкий, азиатский топор, втрое уже плотничьего; секира, дровяник.
Слово происходит от пратюркского слова baltu — «топор». В тюркских памятниках X века «Алтун ярук», «Кутадгу билиг» упоминается как боевое оружие того времени.
В V—III веках до нашей эры саки отливали балта из бронзы (позже из железа, стали), наносили на поверхность балта узоры и рисунки. Балта различались длиной рукояти: короткой (40—45 сантиметров), средней (75—90 сантиментов), длинной (180 сантиметров). Рукоять у некоторых балта обшивалась кожей, железом или серебром. Удобную в применении, среднего размера балта носили за поясом, а во время походов привязывали к передней части седла. Казахи использовали балта как вид боевого оружия до конца XIX века. Хранили в чехле из кошмы или кожи.
Встречается название «топорик айбалта».